# Johann Sebastiani
Johann Sebastiani (30 de septiembre de 1622 – 1683) fue un compositor barroco alemán.
Sebastiani nació en Weimar. Llegó a ser maestro de coro en la catedral de Königsberg en , y en la corte fue Kapellmeister (Maestro de capilla) de  a . Murió en Königsberg.  Sus obras incluyen piezas sacras y ocasionales y canciones. La más famoso es su Pasión según San Mateo (antes de 1663, ejecutada otra vez en 1672). Es el primer compositor que introdujo corales en el oratorio pasión. Con la Pasión según San Mateo, Sebastiani incluyó ocho diferentes melodías corales e introdujo trece estrofas corales.  Esta obra desarrolla el estilo de Heinrich Schütz que incluye recitativos y arias pero evita un idioma operístico dramático, y marca una posición intermedia entre Schütz y Bach como los de Johann Theile y Johann Valentin Meder.  Dos violines acompañan a Cristo, que está cantado por un bajo,  el Evangelista, es un tenor, Judas, un contratenor, y los otros caracteres secundarios son tesituras más altas.  Cuatro violas acompañan al Evangelista, Judas y los otros caracteres. 
En  Sebastiani se casó y dese aquel momento hasta el fin de su vida estuvo ocupado primordialmente con la publicación de sus obras. En 1672, publicó una colección que tituló Erster Theil Der Parnaß-Blumen Oder Geist und Weltliche Lieder (Primera parte de las flores del Parnaso, o canciones espirituales y seculares).

## Grabaciones
- Matthäus Pasión 1672. Soprano Greta De Reyghere, contratenor Vincent Grégoire, tenores Stephan Van Dyck, Hervé Lamy, bajo Max van Egmond, Ricercar Consort, dir. Philippe Pierlot. Ricercar Deutsche Barock Kantaten Vol. XI 1996